# 피플 (잡지)

피플의 로고

《피플》(People)은 유명 인사와 사람 간 흥미로운 이야기를 다루는 타임지의 주간 미국 잡지이다. 피플은 "Most Beautiful People"(가장 아름다운 사람들), "The Best Dressed"(가장 잘 입은 사람), "The Sexiest Man Alive"(가장 섹시한 남성)로 특별한 단락을 장식하는 것으로 잘 알려져 있다.